# Parque Nacional de Timanfaya

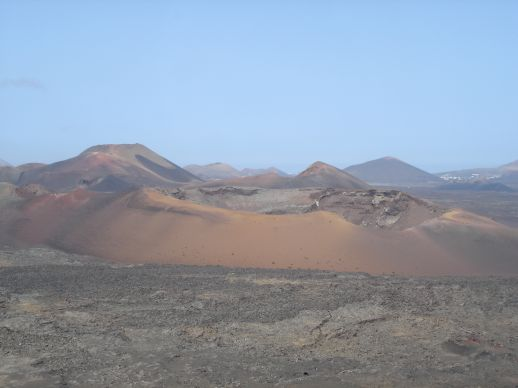

O Parque Nacional de Timanfaya está localizado nos municípios de Yaiza e Tinajo da ilha de Lanzarote, Canárias, Espanha. Foi declarado um parque nacional em 9 de agosto 1974 por isso é a terceira área protegida natural das ilhas Canárias a ter a designação de parque nacional, bem como o primeiro e único da toda a províncias de Las Palmas.
Ocupa uma área de 51,07 km quadrados sudoeste da ilha. É um parque vulcânico. As últimas erupções ocorreram em 1824. Ele tem mais de 25 vulcões, com alguns simbólico, como as montanhas de Fogo, montanha Rachado ou Caldera Corazoncillo. Ainda tem atividade vulcânica, pontos quentes na superfície que chegar a 100-120 °C e 600 °C a 13 metros de profundidade existente.
Este habitat vulcânica está nas fases iniciais da sucessão ecológica (no total são cerca de 180 espécies de plantas), por isso, é um excelente local para o estudo dos processos de colonização e sucessão.
Em 1993, a UNESCO concedeu o estatuto de reserva da biosfera a toda a ilha. Ele também é Zona de Protecção Especial (ZPE) (1994). Parque Nacional de Timanfaya como um todo, é considerada a principal maravilha natural de Lanzarote.